# Northam (Devon)
Pour les articles homonymes, voir Northam.
Northam est une ville et une paroisse civile du Devon, située dans le sud-ouest de l'Angleterre.